# Južna bukva (biljni rod)
Južna bukva (notofag, sjajna bukva; lat. Nothofagus), biljni rod iz porodice Nothofagaceae. U porodici je u ovom rodu nakon istraživanja ostavljeno 5 vrsta, ostale su ponovno vraćene u rodove Lophozonia, Trisyngyne i novi rod  Fuscospora, opisan 2013. godine.

## Opis
Južna bukva, (rod Nothofagus), također nazvana »lažna bukva« ili »srebrna bukva«, rod od 35 – 40 vrsta drveća i grmlja u porodici Nothofagaceae, porijeklom iz hladnijih područja južne hemisfere. Nekoliko se vrsta uzgaja kao ukras ili zbog korisnog drva. Južne bukve su prije bile smještene u porodicu bukava i hrasta (Fagaceae).
Južne bukve nalaze se raštrkane po južnoj Južnoj Americi, Australiji, Novom Zelandu, Novoj Kaledoniji i planinama Nove Gvineje. Neobična rasprostranjenost roda često se navodi kao dokaz pomicanja kontinenata nakon raspada jednog velikog kontinenta Gondvane tijekom razdoblja krede (prije 145,0 milijuna – 66,0 milijuna godina). Budući da su plodovi Nothofagus vrlo osjetljivi na oštećenja od morske vode, biljke bi se mogle pojaviti tamo samo razmicanjem kontinenata ili malo vjerojatnim slučajem da su njihove sjemenke prenijele ptice preko golemih udaljenosti otvorenog oceana.
Antarktička bukva s valovitim lišćem (Nothofagus antarctica) i »roble bukva« (N. obliqua), obje su 30-metarska (98 stopa) stabla porijeklom iz Čilea i Argentine, razlikuju se od ostalih vrsta južne bukve po tome što su listopadne; sade se kao ukrasne biljke na drugim kontinentima. Ružičasto-smeđe tvrdo drvo antarktičke bukve koristi se za izradu podova i ormara. Preostale južne bukve su zimzelena drveća australskog područja. Među najpoznatijima su »australska bukva« (N. moorei), stablo od 46 metara (151 stopa) s lišćem dugim 7 cm (3 inča), pronađena je u Novom Južnom Walesu; »mirtasta bukva«, »tasmanska mirta« ili »australska ili crvena mirta« (N. cunninghamii), 60-metarsko (197 stopa) tasmanijsko stablo važno po svom drvu fine teksture; vitka »crvena bukva« (N. fusca) s Novog Zelanda, visoka oko 30 metara; i srebrna ili južna bukva (N. menziesii), 30-metarsko novozelandsko drvo s dvostruko i tupo nazubljenim listovima.

## Vrste
1. Nothofagus aequilateralis (Baum.-Bod.) Steenis
2. Nothofagus alessandrii Espinosa
3. Nothofagus alpina (Poepp. & Endl.) Oerst.
4. Nothofagus antarctica (G.Forst.) Oerst.
5. Nothofagus balansae (Baill.) Steenis
6. Nothofagus baumanniae (Baum.-Bod.) Steenis
7. Nothofagus betuloides (Mirb.) Oerst.
8. Nothofagus brassii Steenis
9. Nothofagus carrii Steenis
10. Nothofagus cliffortioides (Hook.f.) Oerst.
11. Nothofagus codonandra (Baill.) Steenis
12. Nothofagus crenata Steenis
13. Nothofagus cunninghamii (Hook.) Oerst.
14. Nothofagus discoidea (Baum.-Bod.) Steenis
15. Nothofagus dombeyi (Mirb.) Oerst.
16. Nothofagus flaviramea Steenis
17. Nothofagus fusca (Hook.f.) Oerst.
18. Nothofagus glauca (Phil.) Krasser
19. Nothofagus grandis Steenis
20. Nothofagus gunnii (Hook.f.) Oerst.
21. Nothofagus macrocarpa (A.DC.) F.M.Vázquez & R.A.Rodr.
22. Nothofagus menziesii (Hook.f.) Oerst.
23. Nothofagus moorei (F.Muell.) Krasser
24. Nothofagus nitida (Phil.) Krasser
25. Nothofagus nuda Steenis
26. Nothofagus obliqua (Mirb.) Oerst.
27. Nothofagus perryi Steenis
28. Nothofagus pseudoresinosa Steenis
29. Nothofagus pullei Steenis
30. Nothofagus pumilio (Poepp. & Endl.) Krasser
31. Nothofagus resinosa Steenis
32. Nothofagus rubra Steenis
33. Nothofagus rutila Ravenna
34. Nothofagus solandri (Hook.f.) Oerst.
35. Nothofagus starkenborghiorum Steenis
36. Nothofagus stylosa Steenis
37. Nothofagus truncata (Colenso) Cockayne
38. Nothofagus womersleyi Steenis
39. Nothofagus ×apiculata (Colenso) Cockayne
40. Nothofagus ×blairii (Kirk) Cockayne
41. Nothofagus ×dodecaphleps Mike L.Grant & E.J.Clement
42. Nothofagus ×eugenananus Gilland.
43. Nothofagus ×leoni Espinosa
44. Nothofagus ×solfusca Allan

## Vrste podrodaNothofagus
1. Nothofagus antarctica (G.Forst.) Oerst., antarktička bukva
2. Nothofagus betuloides (Mirb.) Oerst.
3. Nothofagus dombeyi (Mirb.) Oerst.
4. Nothofagus nitida (Phil.) Krasser
5. Nothofagus pumilio (Poepp. & Endl.) Krasser

## Galerija
- Nothofagus antarctica
- Nothofagus dombeyi
- Nothofagus pumilio
- Nothofagus nitida